# Jugowa

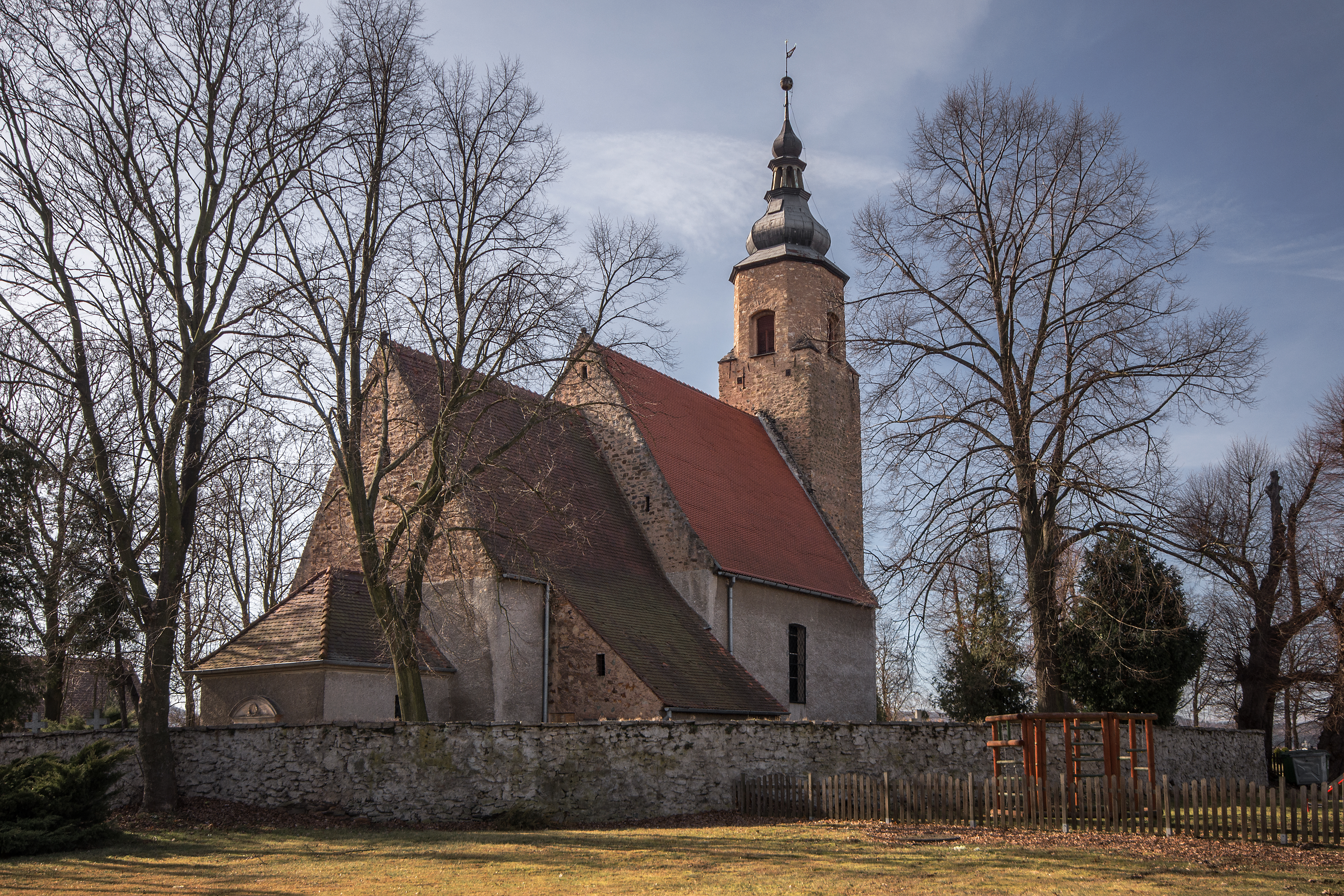
Filialkirche St. Anton

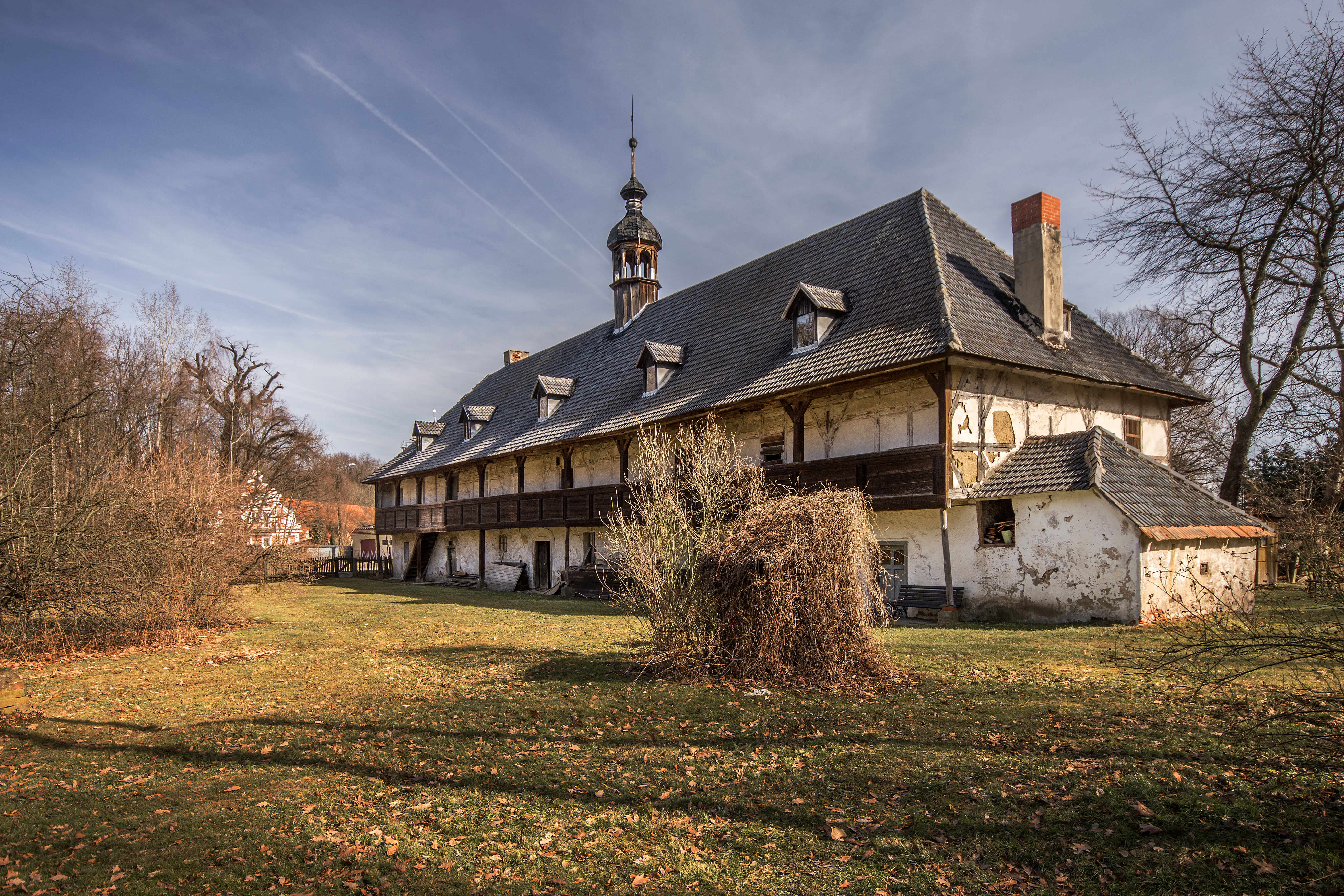
Wirtschaftsgebäude

Jugowa (deutsch Hausdorf) ist ein Dorf in der Landgemeinde Dobromierz (Hohenfriedeberg) im Powiat Świdnicki (Kreis Schweidnitz) in der Woiwodschaft Niederschlesien in Polen.

## Lage
Jugowa liegt ca. 11 Kilometer östlich von Bolków (Bolkenhain), 19 Kilometer südöstlich von Jawor (Jauer), 25 Kilometer nordwestlich von Swidnica (Schweidniz) und 60 Kilometer westlich von Breslau.

### Nachbarorte
Nachbarorte sind Kłaczyna (Kauder) im Westen, Bronów (Börnchen) im Südwesten, Dobromierz (Hohenfriedeberg) im Süden, Roztoka (Rohnstock) im Norden, Godzieszówek (Günthersdorf) im Nordosten, Tomkowice (Thomaswaldau) im Osten und Granica (Halbendorf) im Südosten.

## Geschichte
1335 wurde im Register des päpstlichen Nuntius Galhardus die ecclesia de Huysdorf erstmals erwähnt. Der Ort war früher in Ober- und Nieder-Hausdorf unterteilt. Besitzer waren: Von 1558 bis 1579 die Familie von Schweinichen, 1590 Melchior Freiherr von Schellendorf, 1598 Burghard von Schweinichen, später Johann Christoph Freiherr von Schweinitz († 1698), 1719 Johann Sigmund Freiherr von Schweinitz, 1785 ein Graf von Schweinitz. Nach dem Ersten Schlesischen Krieg fiel Hausdorf 1741/42 mit dem größten Teil Schlesiens an Preußen.
1785 bestand das Dorf aus einer katholischen Kirche, einem Pfarrhaus, zwei Schulen, einem herrschaftlichen Wohnhaus, zwei Vorwerken, 20 Bauern, 31 Gärtnern, 17 Häuslern, einer Wassermühle eine Windmühle und ca. 500 Einwohner. 1845 waren es 89 Häuser, 600 Einwohner, (51 katholisch und der Rest evangelisch), 1/3 zur evangelische Kirche zu Hohenfriedeberg und 2/3 zu Rohnstock, eine evangelische Schule mit einem Lehrer, eine katholische Majoratskirche (Adjunkt der Pfarrkirche von Rohnstock), mit eigenem Widum, ein herrschaftliches Schloss, zwei Vorwerke, eine Wassermühle, eine Windmühle, drei Leinwebstühle, eine Brau- und Brennerei, drei Wirtshäuser, 22 Handwerker und zwei Händler. Besitzer des Gutes war damals ein Graf von Schweinitz.
Hausdorf gehörte bis 1932 zum Landkreis Bolkenhain und darauf bis 1945 zum Landkreis Jauer. 1874 bildete man aus den Landgemeinden Börnchen, Hausdorf, Kauder und Preilsdorf und deren Gutsbezirken den Amtsbezirk Kauder. Als Folge des Zweiten Weltkriegs fiel Hausdorf 1945 an Polen. Nachfolgend wurde es in Jugowa umbenannt. Die deutsche Bevölkerung wurde, so weit sie nicht schon vorher geflohen war, vertrieben. Die neu angesiedelten Bewohner waren zum Teil Heimatvertriebene aus Ostpolen, das von der Sowjetunion annektiert wurde. Von 1975 bis 1998 gehörte Jugowa zur Woiwodschaft Wałbrzych.

## Sehenswürdigkeiten
- Römisch-katholische Filialkirche St. Anton von Padua aus dem 15. bis 17. Jahrhundert.[5]
- Wirtschaftsgebäude des Schlosses aus dem 18. bis 19. Jahrhundert.[6]
- Das Schloss Hausdorf brannte kurz nach dem Zweiten Weltkrieg vollständig nieder.[7]